# Campionatele europene de gimnastică feminină din 1957

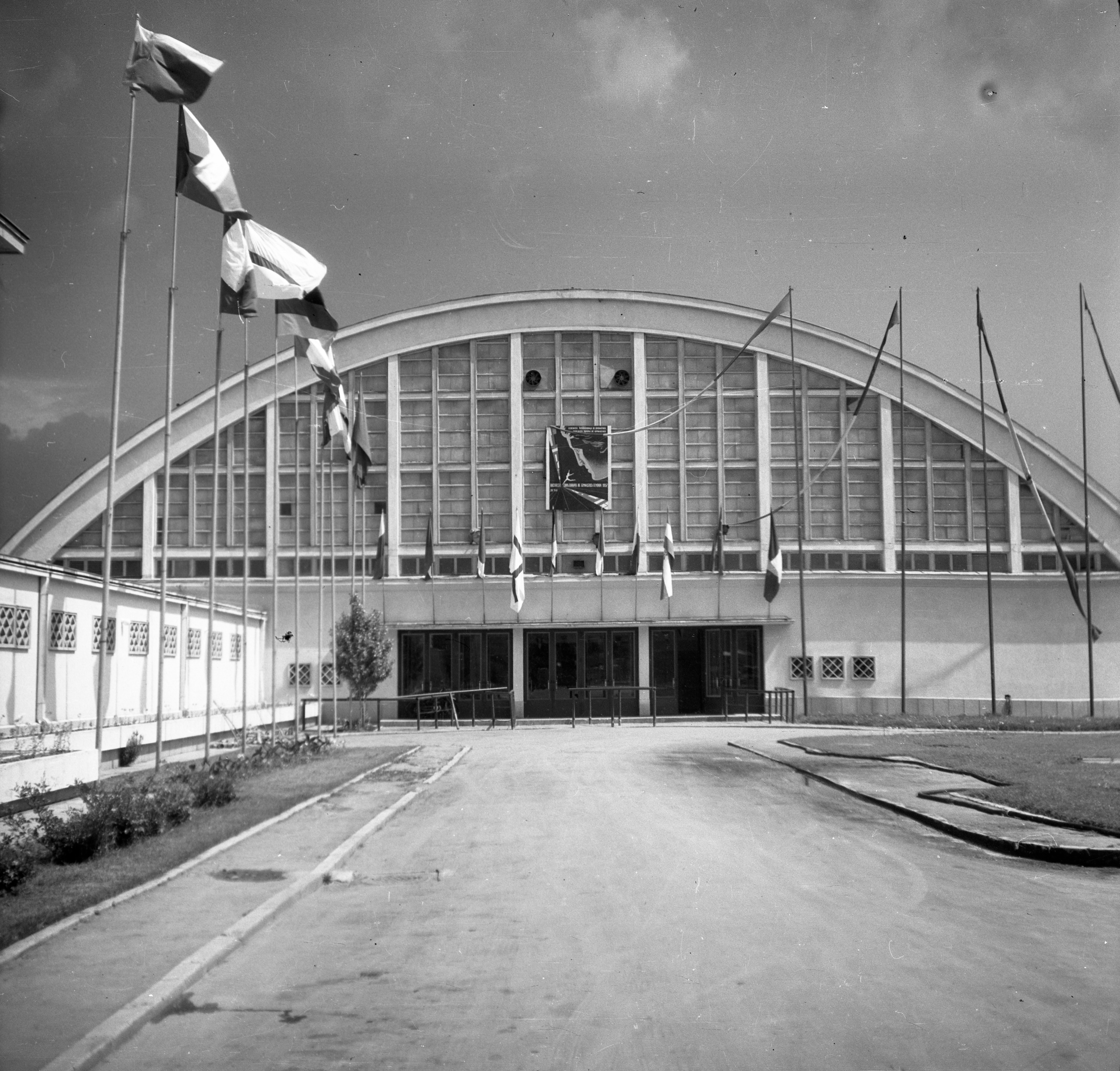
Campionatele europene au avut loc în Sala Floreasca

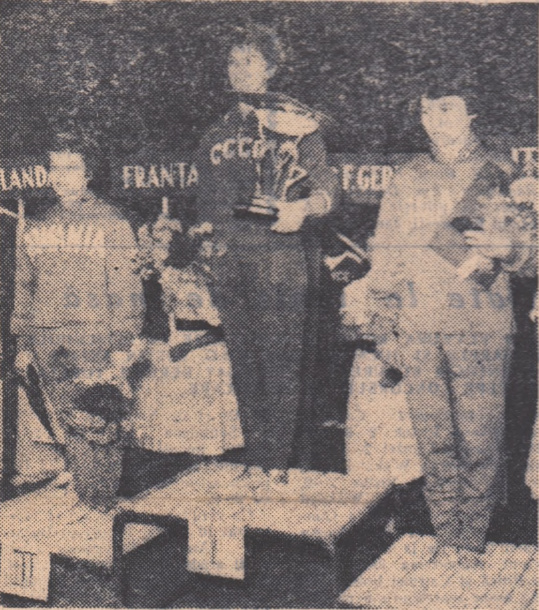
Elena Teodorescu, Larisa Latînina și Sonia Iovan

Campionatele europene de gimnastică feminină din 1957, numit atunci Cupa Europei, care au reprezentat prima ediție a competiției gimnasticii artistice feminine a „bătrânului continent”, au avut loc în capitala României, orașul București, pe 26 mai 1957 în Sala Floreasca. Datorită valorii mondiale a gimnasticii europene, clasamentele campionatelor europene de gimnastică feminină au coincis, pentru foarte mulți ani, cu replica lor mondială. Au participat 19 sportive din 10 țări.

## Program
| Dată        | Oră   | Eveniment                                                                            |
| ----------- | ----- | ------------------------------------------------------------------------------------ |
| 26 mai 1957 | 9:00  | Individual compus cele 19 participante evoluează la sărituri, paralele, bârnă și sol |
| 26 mai 1957 | 17:00 | Finale aparate - sărituri, paralele, bârnă și sol participă primele șase clasate     |

## Rezultate

### Individual compus
| Loc | Țară              | Gimnastă               | Sărituri | Paralele inegale | Bârnă | Sol   | TOTAL  |
| --- | ----------------- | ---------------------- | -------- | ---------------- | ----- | ----- | ------ |
|     | Uniunea Sovietică | Larisa Latînina        | 9,666    | 9,500            | 9,666 | 9,633 | 38,465 |
|     | România           | Elena Teodorescu       | 9,633    | 9,333            | 9,566 | 9,266 | 37,798 |
|     | România           | Sonia Iovan            | 9,500    | 9,433            | 9,333 | 9,333 | 37,599 |
| 4   | Ungaria           | Olga Tass              | 9,433    | 9,300            | 9,366 | 9,333 | 37,432 |
| 5   | Uniunea Sovietică | Tamara Manina          | 9,433    | 9,133            | 9,333 | 9,500 | 37,432 |
| 6   | Cehoslovacia      | Anna Marejková         | 9,400    | 9,266            | 9,466 | 9,066 | 37,198 |
| 7   | Cehoslovacia      | Eva Bosáková           | 9,533    | 9,155            | 9,400 | 9,100 | 37,166 |
| 8   | Polonia           | Danuta Stachow         | 9,433    | 9,100            | 9,266 | 8,900 | 36,699 |
| 9   | Franța            | Danièle Sicot          | 9,300    | 8,900            | 9,333 | 9,100 | 36,633 |
| 10  | Ungaria           | Aliz Kertész           |          |                  |       |       | 36,165 |
| 11  | Franța            | Monique Rossi          |          |                  |       |       | 36,098 |
| 12  | Italia            | Miranda Cicognani      |          |                  |       |       | 36,065 |
| 12  | Bulgaria          | Ivanka Doljeva         |          |                  |       |       | 36,065 |
| 14  | Bulgaria          | Țvetana Dimova         |          |                  |       |       | 35,932 |
| 15  | Polonia           | Renata Rost            |          |                  |       |       | 35,098 |
| 16  | RFG               | Thea Nocke             |          |                  |       |       | 35,332 |
| 17  | Finlanda          | Marja Sappinen         |          |                  |       |       | 34,799 |
| 18  | RFG               | Rosa Fottner           |          |                  |       |       | 33,566 |
| 19  | Italia            | Liliana Scaricabarozzi |          |                  |       |       | 26,299 |

### Finale pe aparate

#### Sărituri
| Loc | Țară              | Gimnastă          | Punctaj |
| --- | ----------------- | ----------------- | ------- |
|     | Uniunea Sovietică | Larisa Latînina   | 19,299  |
|     | Uniunea Sovietică | Tamara Manina     | 18,933  |
|     | România           | Sonia Iovan       | 18,733  |
| 4   | România           | Elena Teodorescu  | 18,599  |
| 4   | Ungaria           | Olga Tass         | 18,599  |
| 6   | Italia            | Miranda Cicognani | 18,566  |

#### Paralele inegale
| Loc | Țară              | Gimnastă         | Punctaj |
| --- | ----------------- | ---------------- | ------- |
|     | Uniunea Sovietică | Larisa Latînina  | 19,466  |
|     | România           | Elena Teodorescu | 19,232  |
|     | Cehoslovacia      | Eva Bosáková     | 19,066  |
| 4   | Cehoslovacia      | Anna Marejková   | 19,032  |
| 5   | România           | Sonia Iovan      | 18,899  |
| 6   | Ungaria           | Olga Tass        | 18,866  |

#### Bârnă
| Loc | Țară              | Gimnastă         | Punctaj |
| --- | ----------------- | ---------------- | ------- |
|     | Uniunea Sovietică | Larisa Latînina  | 19,000  |
|     | România           | Sonia Iovan      | 18,999  |
|     | Uniunea Sovietică | Tamara Manina    | 18,733  |
| 4   | Ungaria           | Olga Tass        | 18,666  |
| 5   | Cehoslovacia      | Anna Marejková   | 18,532  |
| 6   | România           | Elena Teodorescu | 18,866  |

#### Sol
| Loc | Țară              | Gimnastă         | Punctaj |
| --- | ----------------- | ---------------- | ------- |
|     | Uniunea Sovietică | Larisa Latînina  | 19,332  |
|     | România           | Elena Teodorescu | 19,266  |
|     | Cehoslovacia      | Eva Bosáková     | 19,199  |
| 4   | România           | Sonia Iovan      | 19,100  |
| 5   | Ungaria           | Aliz Kertész     | 18,932  |
| 6   | Ungaria           | Olga Tass        | 18,833  |

## Clasament pe medalii
| Loc   | Țară              | Aur | Argint | Bronz | Total |
| ----- | ----------------- | --- | ------ | ----- | ----- |
| 1     | Uniunea Sovietică | 5   | 1      | 1     | 7     |
| 2     | România           | 0   | 4      | 2     | 6     |
| 3     | Cehoslovacia      | 0   | 0      | 2     | 2     |
| Total | Total             | 5   | 5      | 5     | 15    |